# Dobležiče
Dobležiče – wieś w Słowenii, w gminie Kozje. W 2018 roku liczyła 111 mieszkańców.